# مركز إيداع الأوراق المالية (الأردن)
مركز إيداع الأوراق المالية (SDC): أُنشئ مركز إيداع الأوراق المالية كمؤسسة ذات نفع عام بموجب قانون الأوراق المالية الذي صدر ضمن توجه الأردن نحو هيكلة سوق رأس المال بفصل الدور الرقابي عن الدور التنفيذي، حيث تم إنشاء ثلاث مؤسسات مستقلة وهي هيئة الأوراق المالية وبورصة عمان ومركز إيداع الأوراق المالية.

## التاريخ
بدأ المركز والذي يتمتع بشخصية اعتبارية ذات استقلال مالي وإداري بممارسة مهامه في شهر أيار من عام 1999، ويعتبر المركز الجهة الوحيدة المخولة في المملكة بموجب قانون الأوراق المالية رقم (18) لسنة 2017 بمزاولة المسؤوليات التالية:
- تسجيل وحفظ وإيداع ملكية الأوراق المالية
- نقل ملكية الأوراق المالية
- التقاص والتسوية للأوراق المالية
- تثبيت ورفع قيود الملكية عن الأوراق المالية المودعة

## الإدارة
يتولى إدارة المركز مجلس إدارة مؤلف من خمسة أشخاص ومدير تنفيذي متفرغ، يتم انتخاب أثنين من الأعضاء من قبل الهيئة العامة، ويتم تعيين ثلاثة أعضاء من قبل مجلس مفوضي هيئة الأوراق المالية من القطاع الأهلي من ذوي الخبرة في المجالات القانونية والمالية والاقتصادية.
- الدكتور أديب حداد رئيس مجلس الادارة
- الدكتور ثائر عدنان توفيق قدومي نائب رئيس مجلس إدارة

- السيد فراس طارق صلاح السحيمات عضو مجلس إدارة

- عضو يمثل الشركات المساهمة العامة شركة الطاقات الكامنة للاستثمارات ويمثلها السيد محمد أحمد محمد الرفاعي عضو مجلس إدارة

- عضو يمثل الوسطاء والشركات المرخصة لممارسة أعمال الحفظ الأمين الشركة المتحدة للاستثمارات المالية ويمثلها السيد زيد فريد عبده ناصيف عضو مجلس إدارة.[2]

## الهكيل التنظيمي
ويتكون المركز من عشر دوائر وهي:
● دائرة التسجيل: تولى دائرة التسجيل النظر في طلبات الانضمام إلى عضوية المركز من قبل الشركات المساهمة العامة والوسطاء وأمناء الحفظ، والتأكد من اكتمال الوثائق والمستندات اللازمة من اجل انضمام الاعضاء، كما تقوم بتسجيل الأوراق المالية وفتح الحسابات اللازمة لذلك على أنظمة المركز الإلكترونية، وتنفيذ إجراءات إيداع الأوراق المالية لدى المركز، وتنفيذ إجراءات الشركات للأوراق المالية المودعة، وتقسم الدائرة الى قسمين: قسم الأعضاء، وقسم الأوراق المالية. 
● دائرة العملياتت: تولى دائرة العمليات تنفيذ عملية التقاص والتسوية لعقود التداول المنفذة في البورصة والتي تتمثل في نقل ملكية الأوراق المالية وتسوية أثمانها، وتثبيت ورفع قيود الملكية (رهن، حجز وتجميد) على الاوراق المالية المودعة، وتقسم الدائرة الى قسمين: قسم التقاص والتسوية، وقسم قيود الملكية.
● دائرة شؤون المستثمرين: تتولى دائرة شؤون المستثمرين إتمام عمليات نقل ملكية الاوراق المالية في التحويلات المستثناة من التداول وفي التحويلات على الاوراق المالية غير المتداولة في السوق وادارة وتنظيم علاقة المركز مع الجمهور وتنفيذ جميع العمليات المرتبطة به من حيث إصدار إشعارات ملكية الأوراق المالية المودعة وكشوف حسابات الأوراق المالية للمستثمرين إضافة الى تقديم خدمات تحديث البيانات والاشتراك بالخدمات الالكترونية واستقبال واجابة جميع استفسارات الجمهور، وتقسم الدائرة الى قسمين: قسم التحويلات وقسم خدمات المستثمرين.
● الدائرة الإدارية والمالية: تتولى الدائرة الإدارية والمالية كافة الشؤون المتعلقة بالموارد البشرية والشؤون المالية للمركز، اضافة الى توفير الخدمات الإدارية المساندة اللازمة لعمل المركز وتنظيمه، وتقسم الدائرة الى ثلاثة اقسام هي: قسم الموارد البشرية، وقسم الشؤون المالية، وقسم الخدمات الإدارية المساندة والتي تتضمن شعبة المشتريات واللوازم، وشعبة الديوان، وشعبة الحركة.
● الدائرة القانونية: تعنى الدائرة القانونية بتقديم الاستشارات والدراسات القانونية، واعداد مشاريع القوانين والانظمة والتعليمات وتقديم التوصيات بشأن التعديلات اللازمة لها ومتابعة اقرارها، كما تتولى اعداد الاتفاقيات والعقود ومذكرات التفاهم التي يعقدها المركز مع الغير، ومتابعة الشؤون القانونية بما في ذلك اعتماد الوثائق والمستندات وفقا لأحكام التشريعات النافذة، ومتابعة القضايا المتعلقة بالمركز وتقسم الدائرة الى قسمين قسم الدراسات والاستشارات القانونية وقسم المتابعة والتنفيذ.
● دائرة الابحاث: تتولى دائرة الابحاث اجراء الدراسات والابحاث وتوفير المعلومات والبيانات والاحصاءات ذات العلاقة بأعمال المركز، كما تتولى متابعة علاقات المركز بالمؤسسات الخارجية ومراكز الايداع الاخرى وتنمية علاقات التعاون معهم، كما تعمل الدائرة على تطوير الهيكل التنظيمي والبنية التنظيمية وإعداد وتطوير الخطة الاستراتيجية للمركز وإعداد الخطة السنوية للتطوير المؤسسي وتوثيق العمليات والاجراءات والخدمات، كما تعمل على وضع منهجية خاصة بإدارة المعرفة وتطبيقها، وتقسم الدائرة إلى قسمين: قسم الدراسات والعلاقات الخارجية، وقسم التطوير المؤسسي.
● دائرة تكنولوجيا المعلومات: تتولى دائرة تكنولوجيا المعلومات توفير مهام إدارة وصيانة وتطوير الأنظمة وقواعد البيانات والبرمجيات، وشبكات الاتصال الداخلية والخارجية، اضافة الى توفير خدمات الدعم الفني لدوائر المركز وكافة أعضاء المركز من شركات مساهمة عامة ووسطاء وأمناء حفظ،  وتقسم الدائرة الى قسمين: قسم الأنظمة وقواعد البيانات وقسم الاتصالات والدعم الفني.
● دائرة تطوير الأنظمة والخدمات الالكترونية: تتولى دائرة تطوير الأنظمة والخدمات الالكترونية مهام تطوير وبرمجة نظام المركز الالكتروني (SCORPIO) وأنظمته الفرعية وكذلك الأنظمة المساندة للمركز والخدمات والتطبيقات الالكترونية والموقع الالكتروني الخاص بالمركز إضافة الى اعداد الدراسات الفتية اللازمة لتطبيقات الأنظمة والخدمات الالكترونية واتمام إجراءات وعمليات الفحص اللازمة لضمان ضبط الجودة, وتقسم الدائرة الى قسمين: قسم نظم المعلومات والخدمات الالكترونية وقسم البحوث وضبط الجودة.
● وحدة إدارة المخاطر: تُعنى وحدة إدارة المخاطر بإعداد وتطوير سياسات وإجراءات إدارة المخاطر المتعلقة بكافة شؤون المركز، سواء كانت مالية أو إدارية أو عملية أو فنية أو معلوماتية، وتحديد آليات متابعة تطبيقها. كما تقوم بوضع إجراءات لمنح صلاحيات استخدام جميع الأنظمة والتطبيقات الإلكترونية المستخدمة في المركز، وتقوم بمراجعة الصلاحيات الممنوحة لكافة المستخدمين بشكل دوري وفقًا للمتطلبات الوظيفية. وبالإضافة إلى ذلك، تعتني بوضع وتطبيق نظام أمان المعلومات الذي يحدد الضوابط الفنية والمادية والإجرائية.
● دائرة التدقيق الداخلي: تتولى دائرة التدقيق الداخلي مهمة التحقق من أن الاعمال والإجراءات التي تقوم بها دوائر المركز قد تمت وفق الضوابط والاطر القانونية الناظمة وفقاً للقوانين والانظمة والتعليمات النافذة، وتقسم الدائرة إلى قسمين: قسم التدقيق الإداري والمالي، وقسم التدقيق الفني.

## الأهداف
- تعزيز ثقة المستثمرين بالأوراق المالية وتمكينهم من متابعة استثماراتهم بكل سهولة من خلال إنشاء سجل مركزي لحفظ ملكية الأوراق المالية.
- تقليل المخاطر المتعلقة بتسوية عمليات التداول المنفذة من خلال السوق من خلال تطبيق اللوائح والتعليمات والإجراءات التي تتسم بالعدالة والسرعة والأمان.

## المهام
من أجل أن تحقق التنمية والتعاون في عملياتها، كان من الضروري إنشاء سجل مركزي وإيداع للمساهمين المعتمدين إلى جانب عملية تسوية مركزية. وهذا يضمن الاحتفاظ بسجلات المساهمين في جميع الشركات المساهمة العامة والاحتفاظ بها في مركز إيداع الأوراق المالية في شكل إلكتروني. يعتبر مركز إيداع الأوراق المالية من المؤسسات الرئيسية في سوق رأس المال الأردني حيث أنه يمتلك سجلات ملكية لجميع الأسهم المصدرة. تم تكليفها بالتعاون مع هيئة الأوراق المالية وبورصة عمان بمهمة تطوير سوق رأس المال الأردني.
بالإضافة إلى مسؤوليات المركز المنوطة به بموجب قانون الأوراق المالية، يقوم المركز بالمهام التالية من أجل تحقيق أهدافه:
- الإشراف والرقابة على أنشطة أعضاء المركز المتعلقة بالمركز.
- وضع وتطبيق القواعد الخاصة بمنشآت المركز وكيفية الاستفادة من خدماته.
- إبداء الرأي في التشريعات وتعديلاتها المتعلقة بأعمال المركز واقتراح التشريعات والإجراءات الكفيلة بحماية المستثمرين مالك الأوراق المالية.
- إصدار التقارير ونشر المعلومات والإحصائيات الخاصة بنشاطات المركز.
- إقامة علاقات تعاون مع مراكز إيداع الأوراق المالية الأخرى والمنظمات العربية والإقليمية والدولية في مجال الأوراق المالية وإبرام الاتفاقيات بما يخدم أهداف المركز.
- إنشاء وإدارة صندوق ضمان التسوية.

## العلاقات الدولية/ المنظمات التي يشارك المركز بعضويتها
- مركز إيداع الاوراق المالية يعتبر الجهة الوحيدة في المملكة المخولة من قبل هيئة الأوراق المالية ومؤسسة الترميز العالمية Association of National Numbering Agencies بترقيم وترميز كافة الاوراق المالية المسجلة لديه.
- مركز ايداع الأوراق المالية عضو في اتحاد البورصات الأوروبية الآسيوية
- مركز إيداع الأوراق المالية عضو في جمعية الإيداع في إفريقيا والشرق الأوسط

## روابط ذات صلة
- هيئة الأوراق المالية (الأردن)

- بورصة عمان

## روابط خارجية
- موقع SDC